# Nurzec czarnoskrzydły
Nurzec czarnoskrzydły (Pelecanoides urinatrix) – gatunek średniej wielkości ptaka z rodziny burzykowatych (Procellariidae). Zasiedla wody oceanów półkuli południowej, głównie pomiędzy równoleżnikami 35 a 55°S.
Nazwa gatunkowa pochodzi od łacińskiego słowa urinator oznaczającego nurka.

## Podgatunki
Wyróżnia się 6 podgatunków, zasiedlają one następujące terytoria:
- P. u. dacunhae Nicoll, 1906 – Tristan da Cunha oraz Gough
- P. u. berard (Gaimard, 1823) – nurzec falklandzki[5] – Falklandy
- P. u. urinatrix (J.F. Gmelin, 1789) – nurzec czarnoskrzydły[5] – wyspy niedaleko południowych wybrzeży Australii, Tasmanii i Nowej Zelandii
- P. u. chathamensis Murphy & Harper, 1916 – wyspy Solander, Stewart, Snares i Chatham
- P. u. exsul Salvin, 1896 – nurzec antarktyczny[5] – południowy Ocean Indyjski, niedaleko Georgii Południowej
- P. u. coppingeri Mathews, 1912 – przybrzeżne wyspy południowego Chile

Podgatunki exsul i berard niekiedy podnoszone są do rangi odrębnych gatunków.

## Morfologia
- długość ciała: 20–25 cm[6]

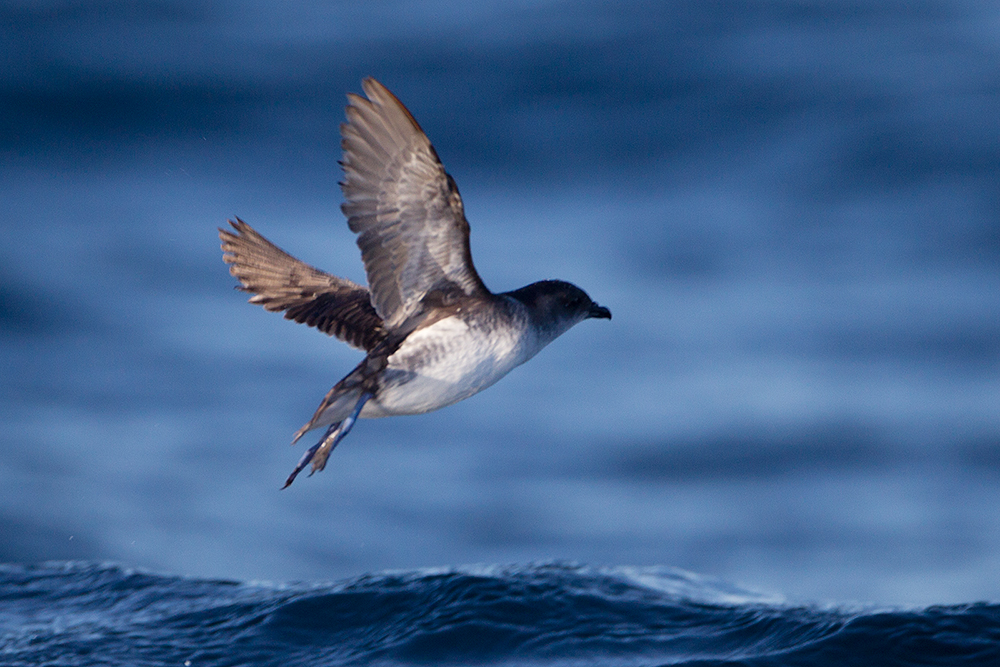
Ptak w locie

- rozpiętość skrzydeł: 33–38 cm[8]
- masa ciała: 86–185 g[6]

Nie występuje dymorfizm płciowy. Nurca czarnoskrzydłego cechuje mocny dziób, czarny grzbiet i skrzydła oraz białe spód głowy, pierś i brzuch. Głowa i okolice szyi wydają się być bardziej brązowe niż czarne. Dziób czarny, nogi niebieskie.

## Pożywienie
Nurce czarnoskrzydłe gonią zdobycz pod wodą, pomagając sobie skrzydłami. Mogą zanurkować na głębokość 60 m. Większość ich pożywienia to morskie skorupiaki, głównie widłonogi (Copepoda), Euphausiidae, równonogi (Isopoda), a także obunogi (Amphipoda) (w szczególności Hyperiella antarctica oraz Hyperoche medusarum). Polują zazwyczaj przy wybrzeżach niedaleko swoich kolonii lęgowych.

## Lęgi

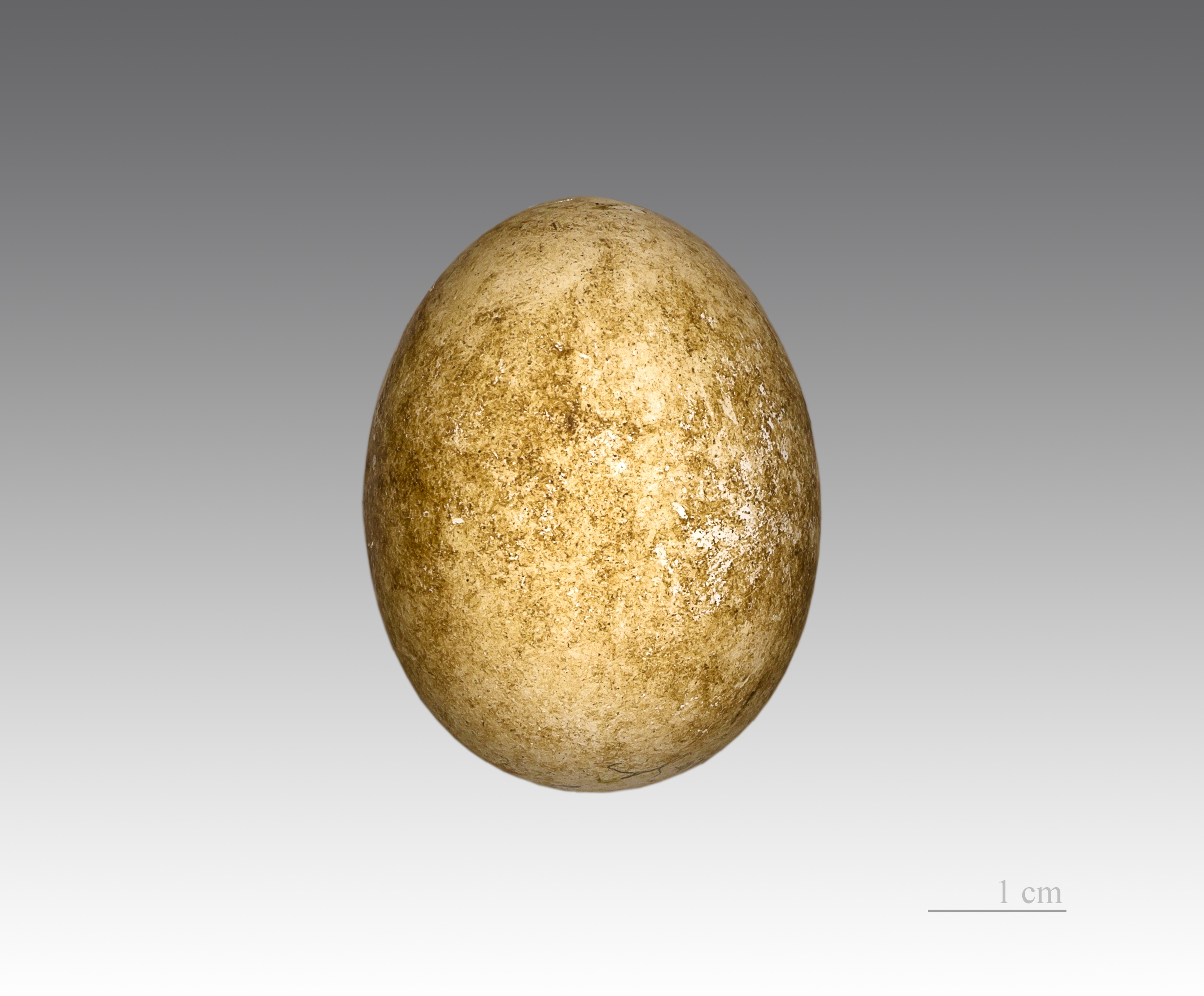
Jajo z kolekcji muzealnej

Okres lęgowy trwa od kwietnia do grudnia, na południu zaczyna się później niż na północy. Para odwiedza kolonię lęgową na 5 miesięcy przed złożeniem jaj. Gniazdo mieści się w norze wykopanej w górę na głębokość 25–150 cm w miękkiej ziemi, piasku lub osypisku. Podobnie jak wszystkie nurce, składa tylko 1 jajo. Inkubacja trwa 53–55 dni. Pisklęciem zajmują się oboje rodzice, jest ono w pełni opierzone po 45–59 dniach. Mogą się rozmnażać, gdy skończą 3 lata. Maksymalna długość życia to 6,5 roku.

## Status
Międzynarodowa Unia Ochrony Przyrody (IUCN) uznaje nurca czarnoskrzydłego za gatunek najmniejszej troski (LC – Least Concern). Liczebność światowej populacji w 2004 roku szacowano na ponad 16 milionów osobników. Trend liczebności populacji uznawany jest za spadkowy ze względu na drapieżnictwo gatunków inwazyjnych.